# John Kamps
Pour les articles homonymes, voir Kamps.
John Kamps est un scénariste américain, occasionnellement acteur. Il est diplômé de la Kettle Moraine High School (en) puis de l'Université du Wisconsin à Madison.

## Filmographie

### Cinéma
Scénariste
- 1995 : Power Rangers, le film
- 1997 : Le Petit Monde des Borrowers
- 2005 : Zathura : Une aventure spatiale
- 2008 : La Ville fantôme
- 2012 : Premium Rush

Acteur
- 1988 : Apartment Zero

## Distinctions
Nominations
- Saturn Award :
  - Saturn Award du meilleur scénario 2009 (La Ville fantôme)